# Mauro Del Giudice
Mauro Del Giudice (Rodi Garganico, 20 maggio 1857 – Roma, 14 febbraio 1951) è stato un giurista, magistrato e scrittore italiano.

## Biografia
Nato in provincia di Foggia, "da un'onesta e agiata famiglia della piccola borghesia, che aveva basato la sua ascesa sociale sul fiorente commercio agrumario (...) aveva seguito gli studi classici presso il seminario di Molfetta". Indi approda a Napoli dove studia giurisprudenza, tra l'altro con Luigi Zuppetta ed "altri insigni giuristi, eredi della Scuola Storica del Diritto meridionale".
Nel 1888 si classifica primo nel concorso a pretore ed inizia così una carriera magistratuale che lo porterà in numerose sedi giudiziarie del Mezzogiorno d'Italia: dopo circa un trentennio di stimata attività, giungerà a reggere la importante Sezione d'accusa presso la Corte d'appello di Roma. 
Dopo l’assassinio di Giacomo Matteotti, a seguito dell'avocazione ad opera del Procuratore Generale Crisafulli l'inchiesta fu sottratta al Tribunale di Roma per essere spostata in Corte d'appello: a quel punto Del Giudice "coraggiosamente si autoassegnò l’inchiesta invece di affidarla al consigliere anziano della Sezione, «contagiato da lue fascista», nonostante il tentativo di dissuasione del primo presidente della Corte". 
(Mauro Del Giudice, Cronistoria del processo Matteotti, ed. Opere nuove, 1985, p. 25)
Essendo stato sempre un fermo sostenitore dell'indipendenza della magistratura giudiziaria, nel 1924, insieme al pubblico ministero Umberto Guglielmo Tancredi, mantenne questa posizione anche nel corso dell'istruttoria del processo per l'omicidio di Giacomo Matteotti. Convintosi delle colpevoli responsabilità del regime fascista, dimostrò un'integerrima tenacia, resistendo ai tentativi di corruzione e alle pressioni esterne durante tutta la conduzione del processo.
La condotta intransigente costerà al magistrato la perdita dell'incarico relativo al processo Matteotti, attraverso una rimozione per promozione, che lo costringerà a lasciare il suo ufficio a Roma alla volta di Catania. In seguito, mandato forzatamente in pensione, si stabilì a Vieste presso il fratello Luigi. 
Nel secondo dopoguerra la sua deposizione, resa il 9 settembre 1944 e il memoriale che consegnò ai magistrati, rappresentarono «documenti di eccezionale valore per comprovare la distorsione dell’attività giudiziaria allora compiuta e consegnano agli atti e alla storia l’esempio di un funzionario dello Stato dalla schiena dritta in uno dei tempi più bui della nostra storia».
(Corte di cassazione, II sezione penale, sentenza 6 novembre 1944)
Si trattò di un'importante testimonianza sulla conduzione del processo nel 1924-1925, utile alla riapertura del processo dinanzi alla Corte di assise speciale di Roma che pronunciò la condanna di Amerigo Dumini nel 1947.

## Omaggi
All'atto della pubblicazione postuma del libro di Del Giudice sul delitto Matteotti, fu Gaetano Salvemini a firmare una recensione elogiativa sulla rivista "Il Ponte".
All'insigne magistrato sono intitolati una strada e l'istituto di istruzione superiore della sua città natale, Rodi Garganico. Il 17 febbraio 2023, il Comune di Rodi Garganico ha ricordato Mauro del Giudice con un memorial e con l’apposizione di una targa commemorativa nei pressi della casa natale in via Imbriani, n. 2.

## Opere
- La legge penale nel tempo: tesi di diritto penale comparato, Tipografia del Commercio, Napoli 1882.
- Il fenomeno giuridico nella scienza sociale: introduzione allo studio della filosofia del diritto, Tipografia italiana, Roma 1908.
- La Scuola Storica Italiana del Diritto i suoi fondatori, Colitti, Campobasso 1918.
- Germanicae res: come va trattata la nazione tedesca durante e dopo la guerra, Colitti, Campobasso 1918.
- Problemi di ieri… e di domani, Tipografia Italiana di pubblicità, Roma 1918.
- Finalità e funzione della giustizia popolare in corte d'assise, Casa tipografico-editrice Colitti, Campobasso 1923.
- Pietro Giannone nella storia del diritto e nella filosofia della storia (Conferenza tenuta nel 1921), in “Studio giuridico napoletano”, vol. 12 (1925), pt. 2, pp. 6–44. Il saggio è stato ripubblicato da Mario Simone nei Quaderni di Capitanata, Amministrazione provinciale di Capitanata, Foggia 1974.
- Il potere giudiziario al cospetto del nuovo parlamento, Catania, Edizioni del Corriere di Sicilia, 1948 [data desunta dal testo]. (Sul front.: Documenti umani: dal 1849 al 1922. Settanta anni di vita pubblica italiana).
- Cronistoria del processo Matteotti (con prefazione e note di A. Scabelloni e S. Migliorino e con in appendice Filippo Turati, L'epicedio), Lo Monaco, Palermo 1954; il testo fu ripubblicato in Matteotti, La cartografica, Palermo, 1957, in un volume collettaneo edito sotto l’alto patronato dell’Associazione Nazionale Perseguitati Politici Italiani Antifascisti-ANPPIA (insieme con Scritti e discorsi di Umberto Terracini, Filippo Turati, Piero Gobetti, Vittorio Emanuele Orlando, Giuseppe Romita, Gino Coccia, Giuseppe Saragat, Rodolfo Morandi, Alessandro Schiavi, Luigi Bennani, Pietro Nenni, Francesco Taormina, Franco Restivo, Luigi Sturzo, Paolo Rossi). La seconda edizione di Cronistoria è stata pubblicata da Matteo Matteotti, Opere nuove, Roma 1985. La terza edizione è stata pubblicata da Teresa Maria Rauzino, in Il magistrato che fece tremare il Duce: Mauro Del Giudice. Memorie e Cronistoria del processo Matteotti, Rodi Garganico, 2022 (Torrazza Piemonte, Amazon Italia Logistica, 2022), unitamente all'autobiografia del magistrato fino ad allora inedita. La quarta edizione è stata pubblicata, sempre a cura di Teresa Maria Rauzino, nel 2024 dall'ANPI di Arese[12].

## Cultura di massa
- Il delitto Matteotti, regia di Florestano Vancini (1973); in tale pellicola Del Giudice è interpretato da Vittorio De Sica.